# Patty Sheehan
Patty Sheehan (* 27. Oktober 1956 in Middlebury, Vermont) ist eine US-amerikanische Profigolferin.
Nach ihrer Schulausbildung studierte Sheehan an der University of Nevada in Reno und an der San José State University. Sheehan startete eine sportliche Karriere als Golferin. 1980 wurde sie Teilnehmerin der LPGA Tour. Sie gewann 35 Veranstaltungen in dieser Tour, darunter sechs Majors. Sheehan war Mitglied in der US-amerikanischen Frauengolfmannschaft in vier Turnieren des Solheim Cups und in den Jahren 2002 und 2003 Mannschaftskapitän.
Sheehan lebt offen lesbisch. Sie hat mit ihrer Lebensgefährtin Rebecca Gaston zwei Kinder gemeinschaftlich adoptiert.

## Siege (Auswahl)
- 1981 Mizuno Classic
- 1982 Orlando Lady Classic, SAFECO Classic, Inamori Classic
- 1983 LPGA Corning Classic, LPGA Championship, Henredon Classic, Inamori Classic
- 1984 Elizabeth Arden Classic, LPGA Championship, McDonald’s Kids Classic, Henredon Classic
- 1985 Sarasota Classic, J&B Scotch Pro-Am
- 1986 Sarasota Classic, Kyocera Inamori Classic, Konica San Jose Classic
- 1988 Sarasota Classic, Mizuno Classic
- 1989 Wegmans LPGA
- 1990 The Jamaica Classic, McDonald’s Championship, Wegmans LPGA, Safeway Classic, SAFECO Classic
- 1991 Orix Hawaiian Ladies Open
- 1992 Wegmans LPGA, Jamie Farr Owens Corning Classic, U.S. Women’s Open
- 1993 Safeway International, LPGA Championship
- 1994 U.S. Women’s Open
- 1995 Wegmans LPGA, SAFECO Classic
- 1996 Kraft Nabisco Championship

Major Championships sind fett gedruckt.

## Auszeichnungen und Ehrungen
- Aufnahme in die World Golf Hall of Fame, 1993
- LPGA Rookie of the Year, 1981
- Vare Trophy, 1984
- von Sports Illustrated zum Sportler des Jahres gewählt, 1987
- Patty Berg Award, 2002